# Jackson Fiulaua

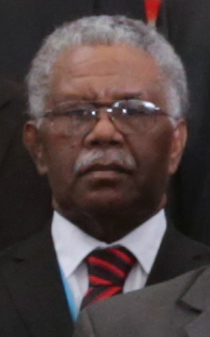
Jackson Fiulaua (26. September 2017)

Hon. Jackson Fiulaua (* 13. Oktober 1957 in Raiako, Okwala, Malaita) ist ein Politiker der Salomonen, der unter anderem seit 2010 Mitglied des Nationalparlaments ist und zwischen 2010 und 2012 Minister für Infrastrukturentwicklung war.

## Leben
Jackson Fiulaua besuchte die Grundschule und war danach als Bauarbeiter tätig, ehe er selbst Bauunternehmer wurde. Am 4. August 2010 wurde er erstmals zum Mitglied des Nationalparlaments gewählt und vertritt in diesem nach seinen Wiederwahlen am 19. November 2014 sowie am 3. April 2019 seither den Wahlkreis Central Kwara’ae Constituency.
Kurz nach seiner ersten Wahl ins Nationalparlament übernahm Fiulaua im Kabinett von Premierminister Danny Philip das Amt als Minister für Infrastrukturentwicklung (Minister for Infrastructure Development) und bekleidete dieses auch im darauf folgenden Kabinett von Premierminister Gordon Darcy Lilo vom 16. November 2011 bis zum 28. Februar 2012.
Nach seinem Ausscheiden aus der Regierung war Jackson Fiulaua im Nationalparlament zunächst zwischen dem 1. März 2012 und dem 20. März 2013 Vorsitzender des Hauptausschusses (Parliamentary House Committee) sowie im Anschluss vom 20. März 2013 bis zum 8. September 2014 Vorsitzender des Ausschusses für Gesundheit und medizinische Dienste (Health & Medical Services Committee). Seit dem 22. Dezember 2014 ist er sowohl Mitglied des Hauptausschusses und des Ausschusses für Gesundheit und medizinische Dienste als auch Mitglied des Umwelt- und Naturschutzausschusses (Environment and Conservation Committee).